# Kaczuszka afrykańska
Kaczuszka afrykańska (Nettapus auritus) – gatunek średniej wielkości ptaka z rodziny kaczkowatych (Anatidae). Występuje w Afryce Subsaharyjskej i na Madagaskarze. Nie jest zagrożony wyginięciem.

## Taksonomia
Gatunek ten został zilustrowany w jednym z zeszytów Planches enluminées d’histoire naturelle – atlasu ptaków publikowanego w latach 1765–1780; tablica barwna przedstawiająca kaczuszkę afrykańską nosiła numer 770, a podpisano ją Sarcelle mâle de Madagascar, czyli był to samiec. Zeszytom atlasu towarzyszyły kolejne tomy Histoire Naturelle des Oiseaux hrabiego de Buffona, ale tom z opisem tego gatunku ukazał się dopiero w 1785 roku. W międzyczasie jako pierwszy nazwę zgodną z zasadami nazewnictwa binominalnego (Anas aurita) nadał kaczuszce afrykańskiej Pieter Boddaert, który w swej publikacji z 1783 roku przydzielił binominalne nazwy wszystkim 1008 gatunkom zilustrowanym w Planches enluminées d’histoire naturelle (wiele z tych nazw utworzył sam). Holotyp pochodził z Madagaskaru. Obecnie (2022) Międzynarodowy Komitet Ornitologiczny umieszcza kaczuszkę afrykańską w rodzaju Nettapus. Uznaje ją za gatunek monotypowy, podobnie jak autorzy Handbook of the Birds of the World.

## Morfologia

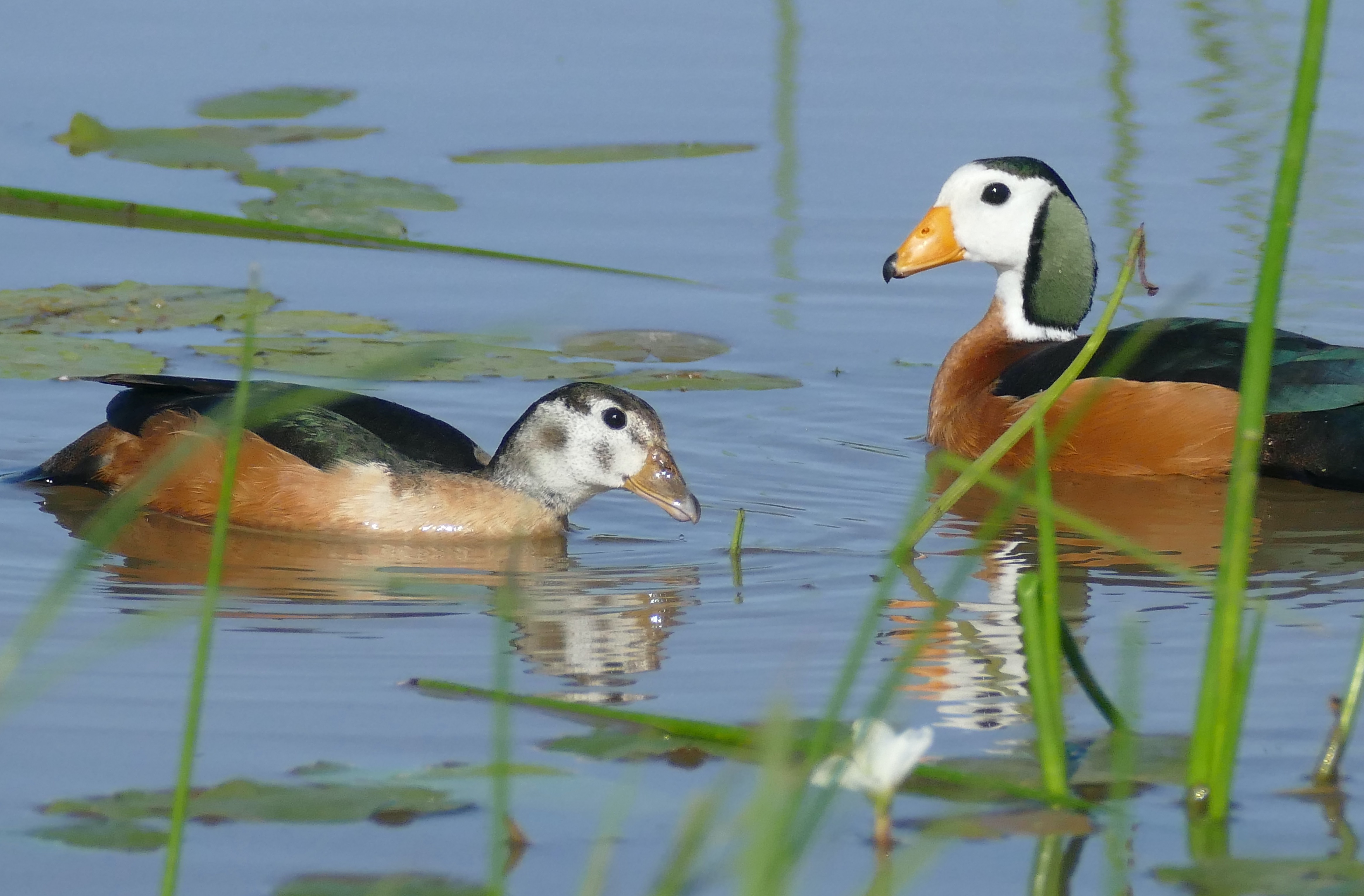
Samica (z lewej) i samiec

Długość ciała wynosi około 27–33 cm, masa ciała 260–290 g. Profil głowy kaczuszek afrykańskich podobny jest do gęsiego. Występuje dymorfizm płciowy w upierzeniu. U samca boki głowy białe, okolica oka czarna. Ciemię czarne, połyskliwe. Czerń z jego obszaru przedłuża się w dół szyi, okalając zieloną plamę po bokach głowy i szyi. Przód szyi biały. Niższa część szyi i pierś jasnokasztanowe, od góry częściowo ograniczone białą półobrożą rozpoczynającą się z przodu szyi. Boki ciała obficie kasztanowe. Barkówki czarne z zieloną opalizacją. Grzbiet czarny, kuper dodatkowo zielono połyskujący. Pióra kupra niemal zakrywają 16 czarnych sterówek. Lotki I i II rzędu czarne; przez lotki II rzędu przebiega skośny biały pas. Pokrywy skrzydłowe i lotki III rzędu czarne z zielonym połyskiem; lusterka brak. Brzuch biały. Dziób żółty z czarnym paznokciem. Nogi ciemnoszare. U samic czoło, ciemię i tył szyi mają barwę ciemnobrązową z domieszką czerni i nieznacznej opalizacji. Okolice oka od ciemnobrązowych po czarne. Żuchwa żółta, górna szczęka brązowa, nierównomiernie ubarwiona; paznokieć brązowy. Intensywność barw w upierzeniu zmienna w zależności od pory roku. Kolor tła po bokach głowy i w górnej części szyi jasny, szarobrązowy; występuje brązowy pasek oczny. Policzek i kark pokrywają brązowe plamy. Pierś i boki kasztanowe. Barkówki brązowe, połyskliwe. Grzbiet ciemnobrązowy. Podobnie jak u samca pióra na kuprze niemal zakrywają sterówki, te u samicy są jednak ciemnobrązowe. Lotki I rzędu ciemnobrązowe ze skośnym białym paskiem. Brzuch i nogi jak u samców.

## Zasięg występowania
Zasięg występowania szacowany jest przez BirdLife International na 25,3 mln km². Obejmuje Afrykę Subsaharyjską: obszar od Senegalu na wschód po Erytreę i Somalię i dalej na południe po wschodnią część Południowej Afryki oraz Madagaskar. Kaczuszki afrykańskie nie występują w południowo-zachodniej części Afryki. Obecne na wyspie Pemba, w przeszłości na Zanzibarze.

## Ekologia i zachowanie
Środowiskiem życia kaczuszek afrykańskich są otwarte wody słodkie, wolno płynące lub stojące, z dużą ilością pływających roślin. Szczególnie istotne dla występowania kaczuszek są grzybieniowate (Nymphaeaceae) – zwłaszcza grzybienie (Nymphaea) – i rdestnice (Potamogeton). Sezonowe zmiany w lokalnej liczebności kaczuszek są podyktowane zmianami w obfitości występowania grzybieniowatych stanowiących źródło pożywienia. Pokarmem kaczuszek afrykańskich są różne części roślin grzybieniowatych, w tym chętnie wybierane dojrzałe torebki nasienne, bulwy i kwiaty grzybieniowatych, nasiona traw, owoce, wodne owady i inne bezkręgowce oraz niewielkie ryby. Kaczuszki afrykańskie dobrze nurkują i pływają do tyłu. Zwykle przebywają w parach lub niewielkich grupach rodzinnych, rzadziej dużych stadach. Nieczęsto widywane są na lądzie, gdyż ze względu na krótkie nogi poruszają się nań niezgrabnie.

### Lęgi
Okres lęgowy zależny jest od regionu występowania, prawdopodobnie rozpoczyna się wraz z opadami. Trwa od lipca do października w Gambii, od czerwca do października w Ghanie i Ugandzie, od lipca do sierpnia w Nigerii, od lipca do czerwca w Kenii i Tanzanii, od września do marca w Botswanie, od października do maja (głównie w styczniu) w Zimbabwe, od grudnia do kwietnia na Madagaskarze. W odpowiednim środowisku samce są w stanie utrzymywać harem kilku samic, w uboższych środowiskach są monogamiczne. Niekiedy tworzą krótkie więzi z jedną samicą i po zniesieniu jaj znajdują nową partnerkę. Przeważnie gniazdo znajduje się w dziupli 4–12 m nad podłożem. Kaczuszki afrykańskie używają także starych gniazd warugi (Scopus umbretta) lub budują własne na pniu butwiejącej palmy. Gniazdo może mieć także formę zagłębienia w ziemi. Brak w nim wyściółki, jedynie zgarnięta na środek martwa materia z samego zagłębienia. Z czasem samica zostawia w gnieździe puch, którym cienko pokrywa jaja podczas opuszczania gniazda. Zniesienie liczy 6–12 jaj o kremowobiałej skorupce. Inkubacja trwa 21–23 dni, samica wysiaduje sama. Młode klują się synchronicznie. W niewoli opierzają się w pełni po 38–42 dniach.

## Status
IUCN uznaje kaczuszkę afrykańską za gatunek najmniejszej troski (LC, Least Concern). BirdLife International w 2018 oceniało trend populacji jako spadkowy. Na Madagaskarze liczebność niegdyś zmalała wskutek polowań. Kaczuszkom afrykańskim zagraża również niszczenie środowiska, między innymi przez wprowadzanie ryb obcych gatunków niszczących roślinność wodną (między innymi tilapii), zamulanie, zanieczyszczanie i osuszanie zbiorników oraz sporty wodne niszczące połacie grzybieni.